# Barinya wangala
Barinya — викопний рід сумчастих ссавців родини Хижі сумчасті (Dasyuridae).
Принципова різниця між Barinya і пізнішими кволовими в морфології зубів і черепа, в Barinya присутні примітивніші риси. Існує один описаний викопний зразок і принаймні один, який ще належить описати. Залишки цього виду були знайдені тільки у формації Riversleigh в Квінсленді (Австралія). Голотип складається з добре збережених щелеп з зубами.
Назва виду походить з мови австралійських аборигенів Wanya: Barinya означає «сумчаста кішка», wangala означає "час сновидінь"є